# 최지묵
최지묵(1998년 10월 9일 ~ )은 대한민국의 축구 선수이다. 포지션은 수비수이다. 현재 수원 삼성 블루윙즈 소속이다.